# Bétou
Bétou é uma cidade da República do Congo, situada no departamento de Likouala. Está na fronteira com a República Centro-Africana a aproximadamente 90 km da fronteira por estrada ou 45 km por rio. Tinha uma população de 59 563 habitantes em 2023, data do último censo oficial do país.